# Conus spiceri
Conus spiceri is een slakkensoort uit de familie van de Conidae. De wetenschappelijke naam van de soort is voor het eerst geldig gepubliceerd in 1943 door Bartsch & Rehder.